# Idioma tecuexe
El tecuexe es una lengua que fue hablada por los indios Tecuexe, chichimecas que habitaban el este de Jalisco, en México hace 400 años. A principios del siglo XIX, se recogieron algunas frases en Tonalá (Jalisco) de personas tecuexes, que muestra que la lengua había sufrido una importante influencia del náhuatl,  en el año 1968 en las regiones de Río verde y Río colorado en Los Altos se comenzó un proceso de reivindicación cultural con el fallecimiento del último indígena llamado José Gutiérrez donde ha tenido influencia el neo-tecuexe del italiano y el neerlandés gracias a los descendientes de los mismos en la región.  
- ¿Quen amotitanece? - ¿Cómo te amaneció?
- Cualiteotl quinequi - Bien gracias a Dios.
- ¿Tatlotasque? - ¿A dónde va?
- Asta cualca - Hasta mañana.
- Tenantzi - Sahumadoras o incensadoras de la fiesta.
- Totatzi - Los grandes o nobles del reino.
- Simosegüe cuasque - Pase a sentarse.
- Salí - Al maíz.
- Cariachá - Hasta luego.
- Notepiche - Hijito mío.
- Gañan anpino - Voy a trabajar.
- Huisque - El jefe
- Tachacate - La comida

Más de la mitad estas expresiones parecen simplemente náhuatl, incluso influido por el español.
Nombres de algunos capitanes:

- Ateloc
- Oxatac
- Pitáloc
- Pilili
- Coyotl
- Chapalac

Otros menos importantes:

- Totoh
- Chitácotl
- Oxatl
- Huelotl
- Chetacotpochen
- Tlacuiteohtli
- Cuateipitihaut
- Cotán
- Catipamatec